# Амос Яркони
Амос Яркони (ивр. עמוס ירקוני‎; Абед Аль-Маджид Хадер, араб. عبد المجيد خضر‎, ивр. עבד אל-מג'יד חדר‎; 1920—1991) — израильский военный деятель бедуинского происхождения, подполковник Армии обороны Израиля.

## Биография

### Ранние годы
Настоящее имя Абед Аль-Маджид Хадер.
Родился 1 июня 1920 года в арабской деревне Na’ura в Эрец-Исраэль. По национальности бедуин из племени мазарибов.
В 1936 году, в возрасте 16 лет, он присоединился к группе, которая саботировала Трансарабский трубопровод, нефтепровод, идущий от иракских нефтяных месторождений до Хайфы. Из-за внутренних разногласий внутри группы Абд-эль-Маджид бежал в еврейский район Палестины, где его защищали евреи. Там он установил контакты с Хаганой через Моше Даяна.

### На службе Израиля
В декабре 1947 или в мае 1948 года, с началом Войны Израиля за независимость, поступил на службу в израильскую армию. С тех времён он изменил имя на Амос Яркони. Показал себя превосходным солдатом, постоянно поражая своих собратьев своими способностями.
В 1953 или в 1955 году прошёл курсы офицеров, став первым бедуином, закончившим офицерские курсы (его главная проблема заключалась в том, что экзамен был на иврите).
В 1963−1966 годах (по другим данным, в 1961−1967 годах) — командир разведывательно-патрульного спецназа Сайерет Шакед «Shaked» (иврит: שקד, что означает миндаль). Shaked был также акронимом שומרי קו הדרום (Шомрей Кав ха-Даром, Стражи Южной границы). В подразделении были как евреи, так и неевреи, но когда дело дошло до новобранцев-бедуинов, Амос был осторожен, и принимал только бедуинов с севера Израиля (а не с юга страны), чтобы им не пришлось воевать против их племенных братьев.
Был трижды ранен (в 1959 году ему ампутировали правую руку и Амос Яркони продолжил службу с протезом, в другом ранении ему покалечило ногу). За время службы 3 раза получал знаки отличия, в том числе 19 февраля 1956 года — знак отличия начальника генштаба из рук Моше Даяна (позднее этот знак заменён на орден «Итур ха-мофет»). В то время военный командир заметил, что «если Моше Даян может быть начальником генерального штаба без глаза, у нас может быть командир батальона с протезной рукой».
Даже на этом этапе многие израильтяне не знали, что Амос Яркони не был евреем: они просто предполагали, что он был евреем из арабской страны. А среди тех, кто знал, была шутка: «Фуад-еврей и Амос-бедуин», имея в виду двух ведущих офицеров контрразведки в долине реки Иордан: «Фуад» Бен-Элиэзер, иракский еврей с арабским именем, и Амос Яркони, бедуин с типично израильским именем.
После Шестидневной войны был назначен губернатором центральной части Синайского полуострова.
В 1969 году вышел в отставку.

### Смерть
Умер 7 февраля 1991 года после продолжительной борьбы с раком, в возрасте 70 лет.
Был похоронен на военном кладбище в Кирьят-Шауле.
Его старый друг, Рехавам Зеэви, просил похоронить Яркони на военном кладбище, несмотря на то что, будучи отставным солдатом, он технически не имел права на военное захоронение. И тогда-министр обороны Моше Аренс и глава ЦАХАЛа одобрили эту просьбу. В знак уважения к Яркони, идя против военной традиции, гроб Яркони несли солдаты более высокого ранга, чем он: шесть бригадных генералов (его бывшие командиры) несли его гроб. За гробом шли президент Израиля Хаим Герцог, политические и военные лидеры, а также простые израильтяне из всех слоев общества. Также в состав кортежа входили бывшие члены Батальона.

## Наследие
В честь него названы улицы в Беэр-Шеве и Хайфе.

## Споры о захоронении
Поскольку Яркони не был евреем, была проблема с его захоронением на военном кладбище в Кирьят-Шауле (согласно Закону о погребении, евреи должны быть похоронены среди евреев). Дело было разрешено быстро, когда Рехавам Зеэви, друг и товарищ Яркони, купил себе могилу на кладбище, позволив Яркони быть похороненным в конце ряда, и поэтому технически не на еврейской части кладбища.